# Nemoraea viridifulva
Nemoraea viridifulva är en tvåvingeart som först beskrevs av Malloch 1935.  Nemoraea viridifulva ingår i släktet Nemoraea och familjen parasitflugor. Inga underarter finns listade i Catalogue of Life.